# Aartselaar

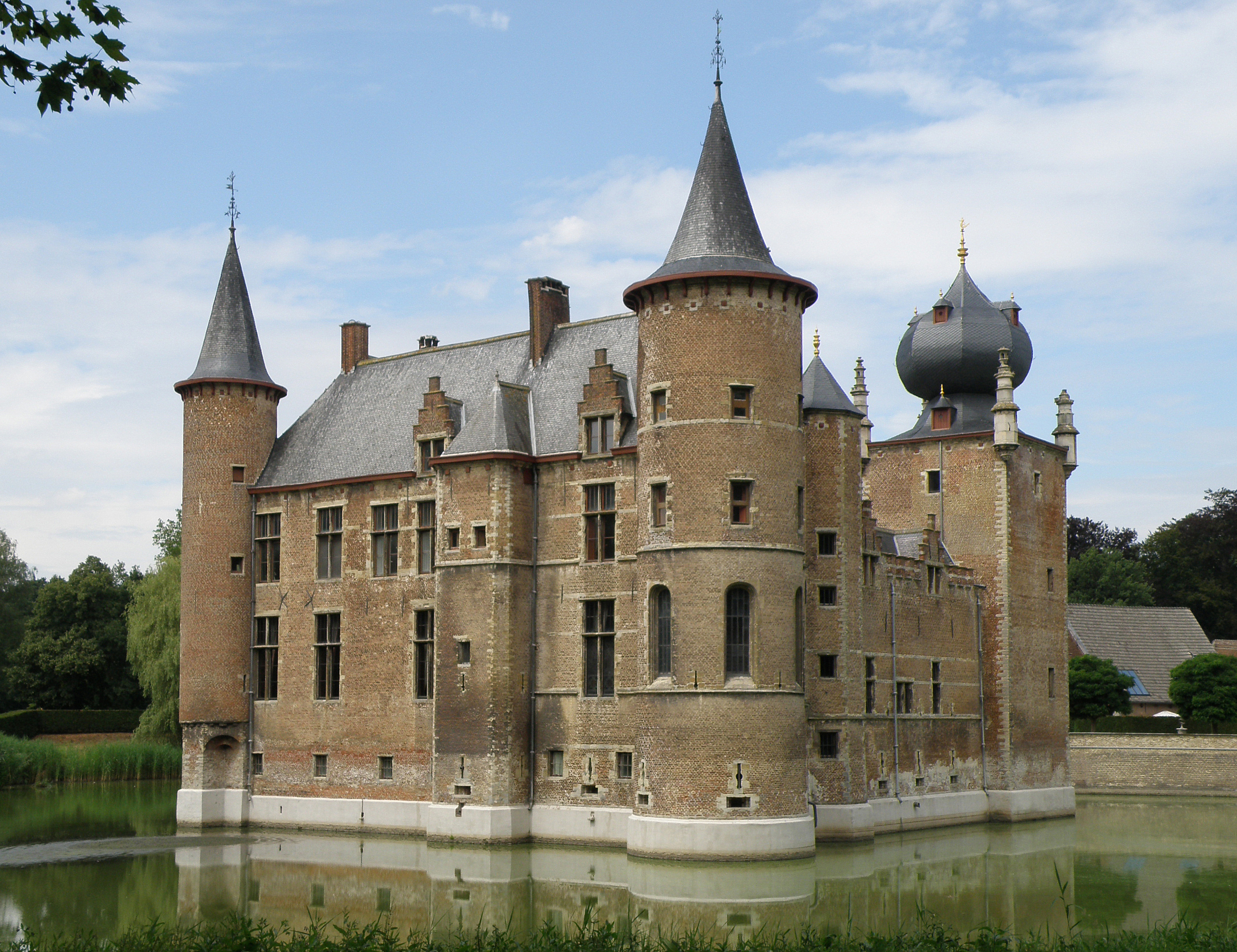
Kasteel Cleydael

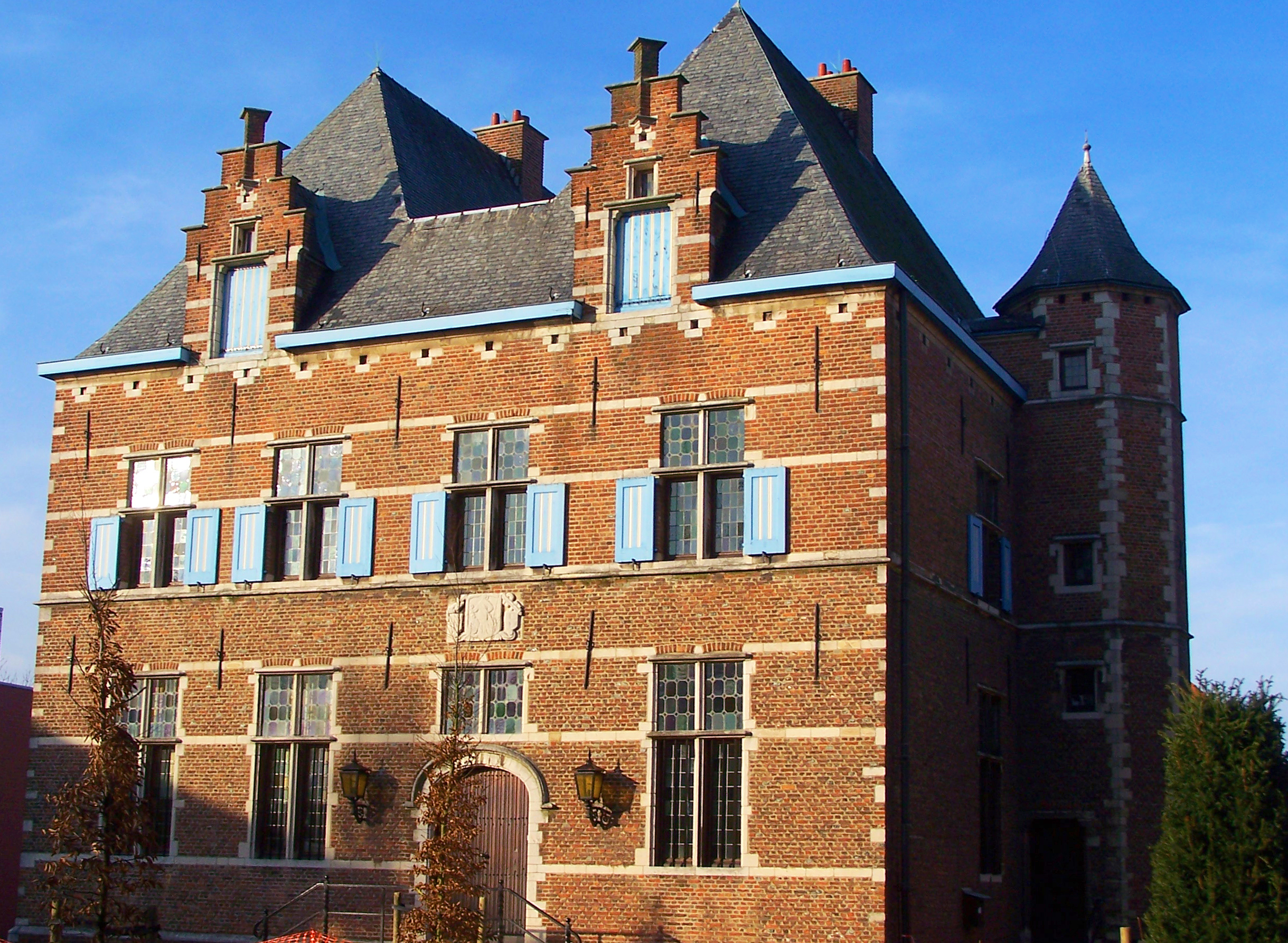
Gemeentehuis

Aartselaar is een plaats en gemeente in de Belgische provincie Antwerpen. De gemeente telt ruim 14.000 inwoners, die Aartselarenaren worden genoemd. Aartselaar behoort tot het kieskanton Kontich en het gerechtelijk kanton Boom.

## Toponymie
Er bestaan verschillende opvattingen over de herkomst van het toponiem Aartselaar.
De eerste visie gaat uit van de oude naam Arcelar. Arce zou verwijzen naar archas (grens), lar zou afkomstig zijn van laar en open plek in het bos betekenen. De naam kan dan ook samengevat worden als: "Een open plek in het bos nabij de grens".
De tweede visie gaat uit van de drieledigheid van de naam en verklaart de plaatsnaam als volgt: aart (veld, open plaats), sel (van het Latijnse sala: nederzetting) en laar (open plek in bos). De naam kan dan ook samengevat worden als: "Een nederzetting met veld op een open plaats in het bos".

## Geschiedenis

### Middeleeuwen
Aartselaar wordt voor het eerst vermeld als Serlaer in 1247 en als Aerschelaer in 1309. Aanvankelijk was Aartselaar een deel van Kontich. Kerkelijk werd het een zelfstandige parochie in 1309, maar bestuurlijk bleef Aartselaar van Kontich afhangen tot 1558, toen een eigen schepenbank werd opgericht.
De heerlijkheid Kontich was bezit van de hertogen van Brabant. Dit gebied brokkelde geleidelijk aan af door verkopen aan plaatselijke heren. Filips II verkocht in 1557 de gebieden binnen de grenzen van de parochie Aartselaar aan de Heer van Cleydael waardoor de heerlijkheid Aartselaar ontstond. De heerlijkheid Aartselaar bleef in handen van de heren van Cleydael tot aan het ontstaan van de gemeenten op het einde van de 18e eeuw.

### Ancien régime
In de periode 1758-1763 werd de steenweg van Boom naar Antwerpen aangelegd dwars doorheen Aartselaar. Ondanks de goede ligging aan deze weg bleef het steeds een landbouwgemeente met een zeer beperkte nijverheidsontwikkeling. In het begin van de 19e eeuw werd meer dan de helft van de oppervlakte in beslag genomen door landbouwgrond. Als gevolg hiervan was er slechts een geringe bevolkingsgroei in de gemeente.

### Tweede Wereldoorlog
De gemeente werd rond 20 mei 1940 bezet door het Duitse leger en bevrijd rond 7 september 1944.

### Moderne Tijd
Na de Tweede Wereldoorlog ontwikkelde de gemeente zich dankzij haar ligging aan de verkeersas Antwerpen-Brussel en de nabijheid van de Antwerpse agglomeratie van een landbouwgemeente tot een industriële gemeente. Tussen 1950 en 1964 werden een dertigtal nieuwe bedrijven opgericht. Als gevolg hiervan was er een sterke immigratie en werden talrijke nieuwe woonwijken opgericht. Hierdoor ging de landbouw in de gemeente sterk achteruit. Enkel de tuinbouw hield nog lange tijd stand. Vooral tussen 1960 en 1985 nam de bevolking zeer sterk toe. De gemeente ontwikkelde zich verder tot een verstedelijkte randgemeente van de Antwerpse agglomeratie met veel groothandel en distributiecentra langs de A12. Het inwonertal bereikte een maximum rond 1995 met 14.500 inwoners, waarna het lichtjes begon te dalen.
De gemeente Aartselaar is niet betrokken geweest in de grootschalige fusie van 1976 en heeft ook geen gebiedsaanpassingen gekend sinds zijn ontstaan als gemeente.

## Geografie

### Hydrografie
Er zijn slechts enkele kleine waterlopen in de gemeente: de Wullebeek, die naar de Rupel stroomt en de Benedenvliet (Grote Struisbeek) die, gevoed met zijn zijbeken Edegemse Beek en Mandoerse Beek, in Hemiksem in de Schelde uitmondt. De Grote Struisbeek loopt over een kleibed van grote dikte en heeft een smalle ondiepe vallei behalve in de omgeving van het kasteel Cleydael, waar zij een brede kom vormt. Het kasteel heeft hieraan zijn naam ontleend.

### Geologie
Het grondgebied van de gemeente bestaat voornamelijk uit een vlakke bodem van zand en klei.

### Kernen
Aartselaar is een verstedelijkte randgemeente ten zuiden van de Antwerpse agglomeratie. De gemeente heeft geen deelgemeenten. Ten zuiden van de dorpskern ontwikkelden zich de gehuchten Koekoek en Lindenbos.
- Het gehucht Koekoek ligt aan de westkant van de Boomsesteenweg (A12), en vormt één kern met de wijk Kleine Paependaele in Reet en nog verder de noordelijke wijk van Boom. Deze kern ligt centraal tussen Aartselaar, Boom en Niel.
- Het gehucht Lindenbos, ten oosten van de A12, ligt in een iets groenere omgeving. Deze zuidelijke kern vormt tevens een parochie, opgericht in 1949, toegewijd aan het Onbevlekt Hart van Maria, dat zich uitstrekt over de gemeentegrenzen van Aartselaar heen en ook Kleine Paependaele en de oostelijke woonkern van Schelle aan de Boomsesteenweg omvat. De parochiekerk stond in Lindenbos, terwijl er in de Koekoek een hulpkerk staat (de Sint-Janskerk, van 1966, in de Koekoekstraat). Ook in het nabijgelegen Reet staat een hulpkerk: de Sint-Jozefskerk van 1958. De hoofdkerk van de parochie, de Onbevlekt Hart van Mariakerk, werd in 2006 onttrokken aan de eredienst.[2]

Door nijverheidszones langs de A12 zijn de dorpskern en de zuidelijke kern met elkaar vergroeid.

### Nabijgelegen kernen
Hemiksem, Schelle, Boom, Reet, Kontich, Wilrijk
| Aangrenzende gemeenten | Aangrenzende gemeenten | Aangrenzende gemeenten | Aangrenzende gemeenten | Aangrenzende gemeenten |
| ---------------------- | ---------------------- | ---------------------- | ---------------------- | ---------------------- |
| Hemiksem               |                        | Antwerpen              |                        | Edegem                 |
|                        |                        |                        |                        |                        |
| Schelle                | Kontich                |                        |                        |                        |
|                        |                        |                        |                        |                        |
| Niel                   |                        | Rumst                  |                        |                        |

## Demografische ontwikkeling
- Bronnen:NIS, Opm:1806 tot en met 1981=volkstellingen; 1990 en later= inwonertal op 1 januari

| Inwoners van jaar tot jaar op 1 januari 1992 tot heden | Inwoners van jaar tot jaar op 1 januari 1992 tot heden | Inwoners van jaar tot jaar op 1 januari 1992 tot heden |
| jaar                                                   | Aantal                                                 | Evolutie: 1992=index 100                               |
| ------------------------------------------------------ | ------------------------------------------------------ | ------------------------------------------------------ |
| 1992                                                   | 14.309                                                 | 100,0                                                  |
| 1993                                                   | 14.437                                                 | 100,9                                                  |
| 1994                                                   | 14.533                                                 | 101,6                                                  |
| 1995                                                   | 14.488                                                 | 101,3                                                  |
| 1996                                                   | 14.390                                                 | 100,6                                                  |
| 1997                                                   | 14.380                                                 | 100,5                                                  |
| 1998                                                   | 14.270                                                 | 99,7                                                   |
| 1999                                                   | 14.393                                                 | 100,6                                                  |
| 2000                                                   | 14.438                                                 | 100,9                                                  |
| 2001                                                   | 14.440                                                 | 100,9                                                  |
| 2002                                                   | 14.378                                                 | 100,5                                                  |
| 2003                                                   | 14.317                                                 | 100,1                                                  |
| 2004                                                   | 14.237                                                 | 99,5                                                   |
| 2005                                                   | 14.272                                                 | 99,7                                                   |
| 2006                                                   | 14.375                                                 | 100,5                                                  |
| 2007                                                   | 14.325                                                 | 100,1                                                  |
| 2008                                                   | 14.273                                                 | 99,7                                                   |
| 2009                                                   | 14.265                                                 | 99,7                                                   |
| 2010                                                   | 14.290                                                 | 99,9                                                   |
| 2011                                                   | 14.311                                                 | 100,0                                                  |
| 2012                                                   | 14.281                                                 | 99,8                                                   |
| 2013                                                   | 14.226                                                 | 99,4                                                   |
| 2014                                                   | 14.207                                                 | 99,3                                                   |
| 2015                                                   | 14.157                                                 | 98,9                                                   |
| 2016                                                   | 14.262                                                 | 99,7                                                   |
| 2017                                                   | 14.222                                                 | 99,4                                                   |
| 2018                                                   | 14.304                                                 | 100,0                                                  |
| 2019                                                   | 14.293                                                 | 99,9                                                   |
| 2020                                                   | 14.427                                                 | 100,8                                                  |
| 2021                                                   | 14.455                                                 | 101,0                                                  |
| 2022                                                   | 14.610                                                 | 102,1                                                  |
| 2023                                                   | 14.752                                                 | 103,1                                                  |
| 2024                                                   | 14.890                                                 | 104,1                                                  |
| 2025                                                   | 15,093                                                 | 105,5                                                  |

## Bezienswaardigheden

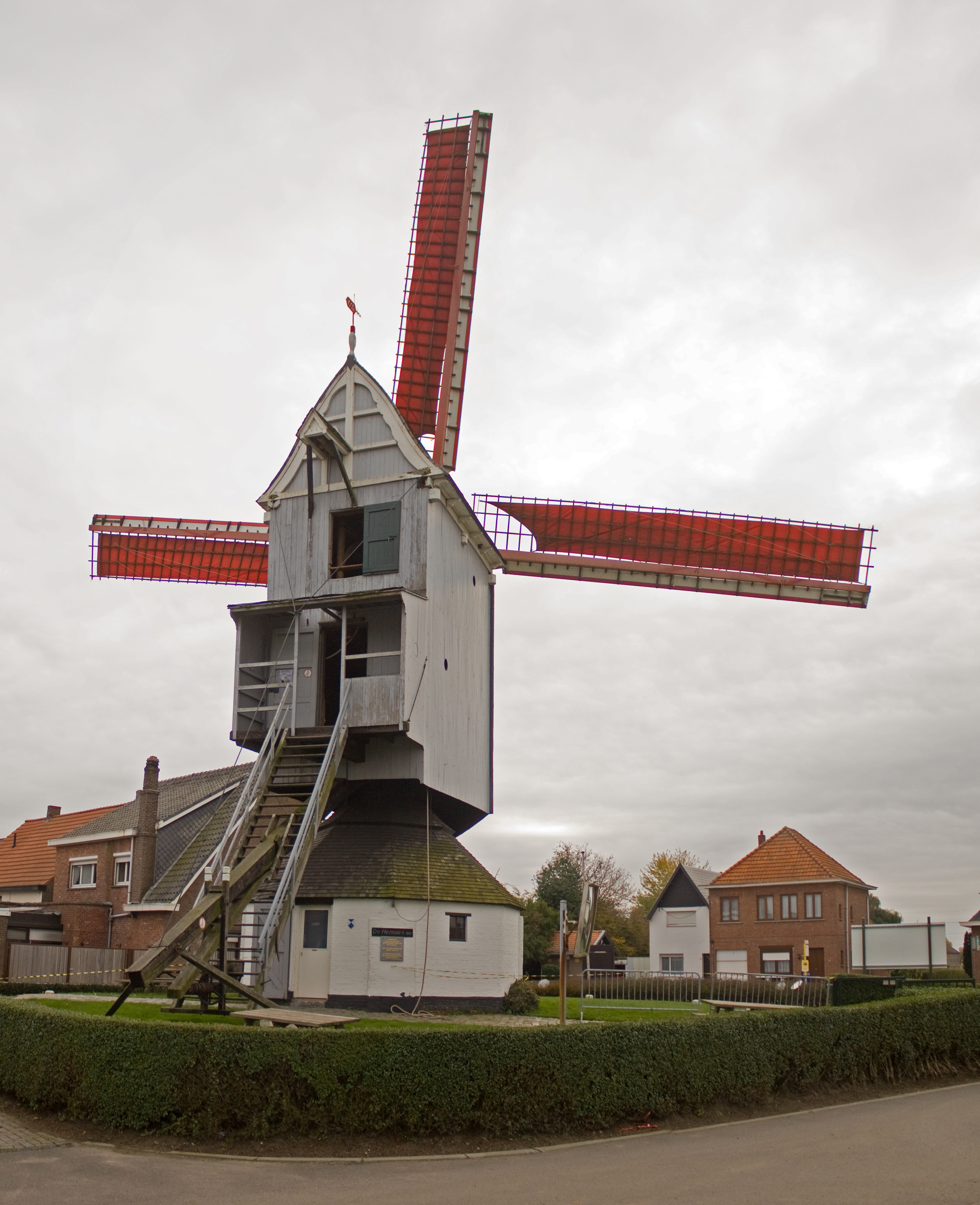
De Heimolen

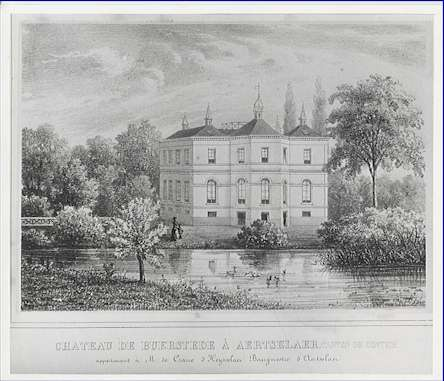
Kasteel Buerstede

- Het waterslot Cleydael, deels uit de 14e eeuw.
- Het Kasteel Buerstede
- Het Kasteel Solhof
- Het Wolffaertshof uit de 16e eeuw was oorspronkelijk de pastorie. Nu in gebruik als deel van het gemeentehuis.
- De schandpaal aan het Laar, van voor 1559, en in 1866 op de dorpspomp geplaatst
- De Sint-Leonarduskerk waarvan de oudste delen uit 1495 dateren. In 1791 werd de kerk verbreed met 2 zijbeuken en in 1858 werden de kruisbeuken en het koor aan de kerk toegevoegd. De kerk is sinds 1974 beschermd omwille van haar waardevol en rijk interieur. Het bevat o.m. een orgel van Egidius-Franciscus Van Peteghem uit 1778-1779.
- De Heimolen, een standerdmolen van circa 1801.

## Natuur en landschap

### Natuur
- Het domeinbos van Cleydael dat vroeger behoorde tot het kasteel Cleydael. Het werd beschermd als cultuurhistorisch landschap[4] en is eigendom van het agentschap natuur en bos.[5]
- Natuurgebied 'De Reukens' in het zuiden van de gemeente.

### Parken
- De Engelse tuin rond het kasteel Solhof met een vijver, kronkelende paden en imposante bomen. Het geheel van het kasteelpark en de bijbehorende beukendreven werd beschermd als stads-of dorpsgezicht omwille van zijn esthetische waarde.[6] In het park komen typische parkbomen met een groot bestand aan: gewone beuk, rode beuk en tamme kastanje. Er staan ook dendrologische bijzonderheden zoals de reuzenlevensboom, de zwarte tupeloboom, de varenbeuk en de kroesbeuk. De dikste bomen in het park zijn rode beuken in de omgeving van het kasteel met omtrekken van meer dan 5 m (533, 514 en 505 cm, 2021). Volgens de inventaris van BELTREES staat hier ook de dikste varenbeuk van het land (449 cm, 2021).[7]

### Houtig erfgoed
- Op de hoek van de grens met Hemiksem staat een linde (tilia) als grens- en kapelboom. In de boom werd een O.L.V. kapelletje opgehangen.

## Politiek

### Structuur
| Aartselaar       | Aartselaar       | Supranationaal         | Nationaal                         | Nationaal           | Gemeenschap         | Gewest              | Provincie           | Arrondissement  | Provinciedistrict | Kanton          | Gemeente        |
| ---------------- | ---------------- | ---------------------- | --------------------------------- | ------------------- | ------------------- | ------------------- | ------------------- | --------------- | ----------------- | --------------- | --------------- |
| Administratief   | Niveau           | Europese Unie          | België                            | België              | Vlaanderen          | Vlaanderen          | Antwerpen           | Antwerpen       | Antwerpen         | Antwerpen       | Aartselaar      |
| Administratief   | Bestuur          | Europese Commissie     | Belgische regering                | Belgische regering  | Vlaamse regering    | Vlaamse regering    | Deputatie           | Deputatie       | Deputatie         | Deputatie       | Gemeentebestuur |
| Administratief   | Raad             | Europees Parlement     | Kamer van volksvertegenwoordigers | Vlaams Parlement    | Vlaams Parlement    | Vlaams Parlement    | Provincieraad       | Provincieraad   | Provincieraad     | Provincieraad   | Gemeenteraad    |
| Kiesomschrijving | Kiesomschrijving | Nederlands Kiescollege | Kieskring Antwerpen               | Kieskring Antwerpen | Kieskring Antwerpen | Kieskring Antwerpen | Kieskring Antwerpen | Antwerpen       | Boom              | Kontich         | Aartselaar      |
| Verkiezing       | Verkiezing       | Europese               | Federale                          | Federale            | Vlaamse             | Vlaamse             | Provincieraads-     | Provincieraads- | Provincieraads-   | Provincieraads- | Gemeenteraads-  |

### Geschiedenis

#### (Voormalige) burgemeesters
| Periode | Periode     | Burgemeester                |
| ------- | ----------- | --------------------------- |
|         | 1800 - 1801 | Petrus De Greef             |
|         | 1801 - 1830 | Bernard Fiocco              |
|         | 1831 - 1857 | Karel de Crane d'Heysselaer |
|         | 1858 - 1860 | Jan Van Royen               |
|         | 1861 - 1863 | Jan Luytgaerens             |
|         | 1864 - 1872 | Jan Verschueren             |
|         | 1872 - 1875 | Victor van Ertborn          |
|         | 1876 - ?    | Jan Verschueren             |
|         | ? - 1882    | Jan Ceulemans               |
|         | 1882 - 1884 | Jacob Suykerbuyk            |
|         | 1885 - 1891 | Jan Ceulemans               |
|         | 1891 - 1914 | Léon Gilliot                |

| Periode | Periode      | Burgemeester                             |
| ------- | ------------ | ---------------------------------------- |
|         | 1914 - 1919  | ? (waarnemend)                           |
|         | 1919 - 1921  | Norbert Jacob De Weerdt                  |
|         | 1921 - 1932  | L. Verschueren                           |
|         | 1933 - 1941  | Jef Ceulemans (Kath. Verb.)              |
|         | 1941 - 1944  | August Brants (VNV, oorlogsburgemeester) |
|         | 1944 - 1947  | ? De Weerdt (waarnemend)                 |
|         | 1947 - 1980  | Frans De Groof (CVP)                     |
|         | 1980 - 1988  | Frans Van den Eynde (CVP)                |
|         | 1989 - 1993  | Camille Paulus (PVV)                     |
|         | 1993 - 2012  | Marc van den Abeelen (VLD / Open Vld)    |
|         | 2013 - heden | Sophie De Wit (N-VA)                     |

#### Legislatuur 2013 - 2018
Burgemeester is Sophie De Wit (N-VA). Zij leidt een coalitie bestaande uit N-VA en sp.a-Groen. Samen vormen ze de meerderheid met 12 op 23 zetels.

#### Legislatuur 2019 - 2024
De christendemocraten van CD&V en de Nieuwe Aartselaarse Partij (NAP) bundelden de krachten en trokken in kartel naar de kiezer. sp.a en Groen van hun kant verbraken het kartel en namen met eigen kieslijsten deel aan de gemeenteraadsverkiezingen van 2018. Lijsttrekkers waren Sophie De Wit (N-VA), Kris Wils (CD&V-NAP), Glenn Anné (Open Vld), René Lauwers (Groen), Mike Schuurmans (Vlaams Belang) en Shari Van Kerckhoven (sp.a).
De N-VA (+3) behaalde een absolute meerderheid met 13 van de 23 zetels. Het grootste verlies was voor Open Vld dat 3 zetels verloor. Sp.a verdween dan weer uit de raad.  Sophie De Wit (N-VA) was de populairste politica met 2.537 voorkeurstemmen, gevolgd door partijgenoot Mark Vanhecke met 792 stemmen. De top vijf wordt vervolgens vervolledigd door Glenn Anné (712, Open Vld), Kris Wils (678, CD&V-NAP) en Bart Lambrecht (658, N-VA).
Ondanks haar absolute meerderheid bleef N-VA regeren met haar voormalige coalitiepartner Groen. Hun gezamenlijk bestuursakkoord was veelal gebaseerd op het N-VA-programma, met toevoeging van groene accenten.
Marijke Vandebroeck (Open VLD) werd bij het begin van de legislatuur onafhankelijk, waardoor haar partij nog maar 3 zetels telde. Anouk Beels (N-VA) zat de gemeenteraad voor.
Het college van burgemeester en schepenen was als volgt samengesteld:
- Burgemeester: Sophie De Wit (N-VA): Veiligheid, Burgerlijke stand, Ruimtelijke ordening en Personeel.
- Schepenen:
  - Mark Vanhecke (N-VA): Onderwijs, Jeugd, Economie en Burgerparticipatie.
  - Bart Lambrecht (N-VA): Mobiliteit, Openbare werken, Sport en Communicatie en Dierenwelzijn.
  - Eddy Vermoesen (N-VA): Cultuur en erfgoed, Evenementen, Financiën, Patrimonium en wagenpark, ICT en digitalisering.
  - Hans Cops (Groen) (sinds 28 juni 2021, in de plaats van René Lauwers): Leefmilieu, Energie, Duurzaamheid, Landbouw, Ontwikkelingssamenwerking, Afvalbeleid, Markten en Begraafplaats.
  - Hilde Heyman (N-VA): Welzijn en Sociaal Beleid, Gezinsbeleid, Kinderopvang, Seniorenbeleid en Woonbeleid. Heyman is ook voorzitter van het Bijzonder Comité voor de Sociale Dienst.

#### Legislatuur 2024 - 2030
Bij de lokale verkiezingen van oktober 2024 behaalde N-VA een absolute meerderheid, met 13 op 23 zetels. De partij ging alleen besturen.
Het college van burgemeester en schepenen is als volgt samengesteld:
- Burgemeester: Sophie De Wit (N-VA): Burgerlijke Stand, Ruimtelijke Ordening, Personeel en Relaties met de Kerkfabriek.
- Schepenen:
  - Bart Lambrecht (N-VA): Mobiliteit, Financiën, Sport, Communicatie en Participatie en Dierenwelzijn.
  - Mark Vanhecke (N-VA): Economie, Patrimonium, Jeugd, Evenementen, markten en kermis, ICT en Digitalisering.
  - Anouk Beels (N-VA): Onderwijs, Gezinnen en Kinderopvang, Cultuur, Erfgoed en Toerisme en Ontwikkelingssamenwerking.
  - Hans Cops (N-VA): Openbare Werken, Leefmilieu, Afvalbeleid en Landbouw.
  - Hilde Heyman (N-VA): Welzijn, Gezondheid en Sociaal Beleid, Seniorenbeleid, Wonen, Integratie en Inburgering en Begraafplaats. Heyman is ook voorzitter van het Bijzonder comité voor de sociale dienst.

#### Resultaten gemeenteraadsverkiezingen sinds 1976
| Partij of kartel     | Partij of kartel                                     | 10-10-1976 | 10-10-1976 | 10-10-1982 | 10-10-1982 | 9-10-1988 | 9-10-1988 | 9-10-1994 | 9-10-1994 | 8-10-2000 | 8-10-2000 | 8-10-2006 | 8-10-2006 | 14-10-2012 | 14-10-2012 | 14-10-2018 | 14-10-2018 | 13-10-2024 | 13-10-2024 |
| Stemmen / Zetels     | Stemmen / Zetels                                     | %          | 19         | %          | 23         | %         | 23        | %         | 23        | %         | 23        | %         | 23        | %          | 23         | %          | 23         | %          | 23         |
| -------------------- | ---------------------------------------------------- | ---------- | ---------- | ---------- | ---------- | --------- | --------- | --------- | --------- | --------- | --------- | --------- | --------- | ---------- | ---------- | ---------- | ---------- | ---------- | ---------- |
|                      | SP1 / sp.a-spirit-Groen!A / sp.a-GroenB / sp.a2      | 13,671     | 2          | 13,911     | 3          | 11,191    | 2         | 9,11      | 2         | 5,341     | 0         | 12,52A    | 2         | 10,31B     | 2          | 4,62       | 0          | -          |            |
|                      | Agalev1 / sp.a-spirit-Groen!A / sp.a-GroenB / Groen2 | -          |            | -          |            | 4,91      | 1         | -         |           | 8,231     | 1         | 12,52A    | 2         | 10,31B     | 2          | 9,32       | 2          | 8,32       | 1          |
|                      | PVV1 / VLD2 / Open Vld3 / Lokaal Liberaal4           | 22,711     | 4          | 21,471     | 5          | 23,491    | 6         | 29,462    | 9         | 43,222    | 13        | 36,162    | 10        | 26,823     | 7          | 18,43      | 4          | 6,64       | 1          |
|                      | NAP2 / CD&V-NAPD / Samen NAP3                        | 44,31      | 10         | 34,741     | 9          | 13,992    | 3         | 13,382    | 3         | 11,232    | 2         | 11,822    | 2         | 11,622     | 2          | 14,0D      | 3          | 14,53      | 3          |
|                      | CVP1 / CD&V+N-VAC / CD&V2 / CD&V-NAPD                | 44,31      | 10         | 34,741     | 9          | 25,371    | 7         | 16,531    | 4         | 15,411    | 4         | 23,32C    | 6         | 8,542      | 1          | 14,0D      | 0          | -          |            |
|                      | VU1 / DLA2 / CD&V+N-VAC / N-VA3                      | 19,331     | 3          | 13,491     | 3          | 10,521    | 2         | 2,471     | 0         | 5,912     | 1         | 23,32C    | 6         | 36,412     | 10         | 45,83      | 13         | 45,7 3     | 13         |
|                      | Ieder1 Aartselaar                                    | -          |            | -          |            | -         |           | -         |           | -         |           | -         |           | -          |            | -          |            | 14,1       | 3          |
|                      | Vlaams Blok1 / Vlaams Belang2                        | -          |            | -          |            | -         |           | 8,181     | 1         | 10,661    | 2         | 16,192    | 3         | 6,302      | 1          | 7,92       | 1          | 10,22      | 2          |
|                      | VBA                                                  | -          |            | 16,38      | 3          | 15,45     | 3         | 11,64     | 3         | -         |           | -         |           | -          |            | -          |            | -          |            |
|                      | JA                                                   | -          |            | -          |            | -         |           | 7,45      | 1         | -         |           | -         |           | -          |            | -          |            | -          |            |
|                      | Anderen(*)                                           | 2,36       | 0          | -          |            | -         |           | 1,78      | 0         | -         |           | -         |           | -          |            | -          |            | 0,6        | 0          |
| Totaal stemmen       | Totaal stemmen                                       | 5904       | 5904       | 8339       | 8339       | 9612      | 9612      | 10457     | 10457     | 10426     | 10426     | 10546     | 10546     | 10129      | 10129      | 10271      | 10271      | 7299       | 7299       |
| Opkomst %            | Opkomst %                                            |            |            |            |            | 94,49     | 94,49     | 93,06     | 93,06     | 91,67     | 91,67     | 94,08     | 94,08     | 90,72      | 90,72      | 93,4       | 93,4       | 64,5       | 64,5       |
| Blanco en ongeldig % | Blanco en ongeldig %                                 | 2,73       | 2,73       | 3,67       | 3,67       | 3,16      | 3,16      | 4,04      | 4,04      | 2,34      | 2,34      | 2,2       | 2,2       | 2,0        | 2,0        | 2,2        | 2,2        | 0,8        | 0,8        |

De rode cijfers naast de gegevens duiden aan onder welke naam de partijen telkens bij een verkiezing opkwamen.

De zetels van de gevormde meerderheid staan vetjes weergegeven. De grootste partij is in kleur.

(*) 1976: PAL (2,36%) / 1994: WOW (1,78%) / 2024: Sterk 1 (0,6%)

## Cultuur

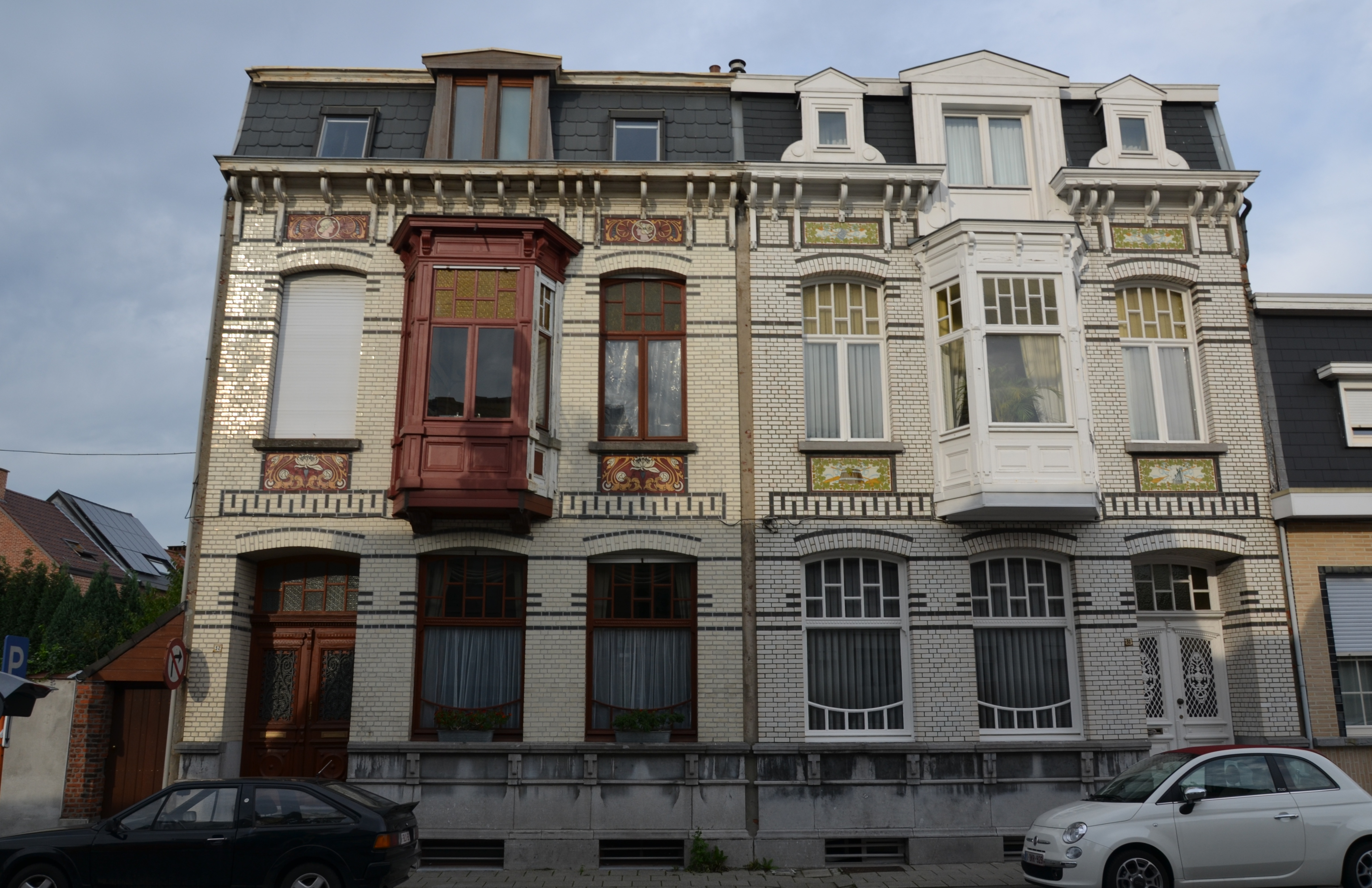
Burgerwoningen in de Guido Gezellestraat

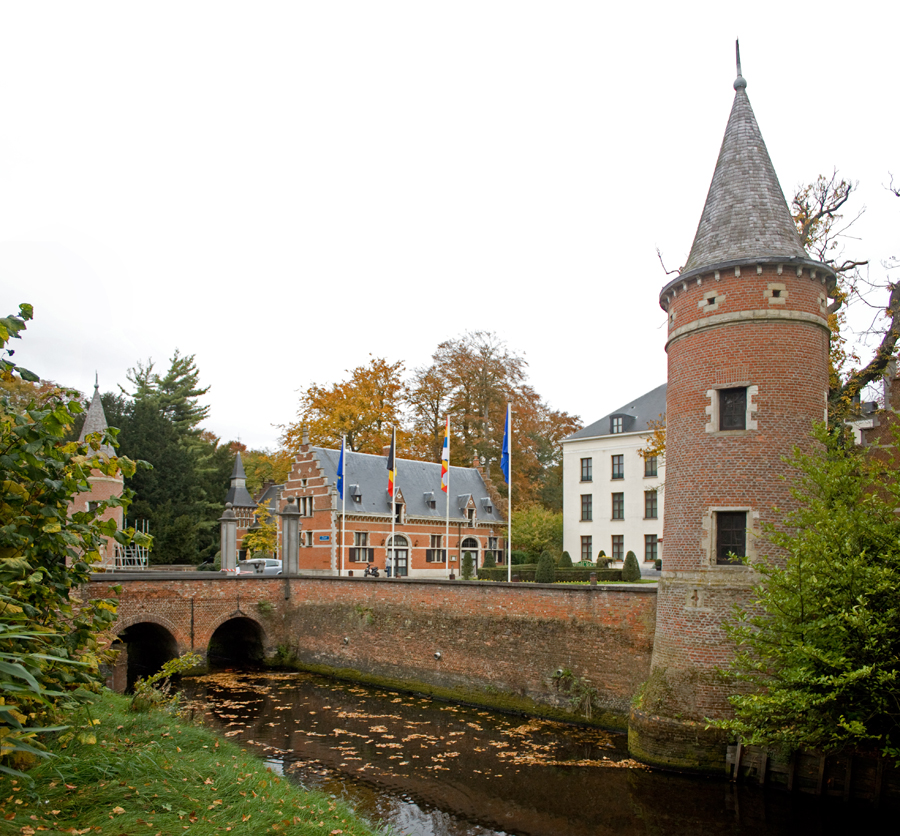
Neoclassicistisch kasteel Solhof

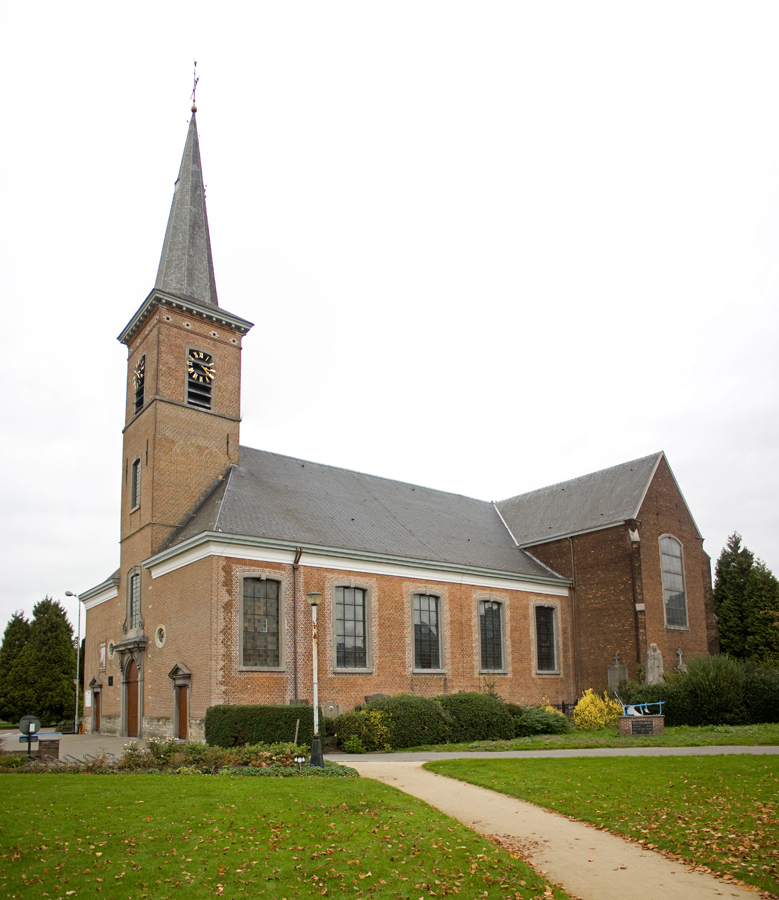
Parochiekerk Sint-Leonardus

De bibliotheek, cultuurdienst en het cultureel centrum 't Aambeeld met podiumzaal voor bijna 500 personen bevinden zich aan de Dela Faillelaan.

### Verenigingen
- Heemkundige kring
- Davidsfonds
- Vl@s, vereniging voor actieve senioren
- De Triton Singers (koor)

## Mobiliteit
Openbaar vervoer: Aartselaar wordt verbonden door verschillende buslijnen van de vervoersmaatschappij De Lijn met de stad Antwerpen en verschillende gemeenten in de omgeving. Hieronder de verschillende buslijnen die door Aartselaar heen gaan.
Er gaan 6 buslijnen door Aartselaar met regelmatige bediening, dit zijn de volgende lijnen:
- Buslijn 180: Antwerpen Groenplaats - Wilrijk - Aartselaar
- Buslijn 181: Antwerpen Groenplaats - Wilrijk - Aartselaar - Rumst
- Buslijn 182: Antwerpen Groenplaats - Wilrijk - Aartselaar - Boom
- Buslijn 183: Antwerpen Groenplaats - Wilrijk - Aartselaar - Niel
- Buslijn 295: Boom - Niel - Antwerpen Sint-Jansvielt
- Buslijn 500: Mechelen - Rumst - Boom - Antwerpen

Er zijn nog vier andere buslijnen met beperkte bediening. Deze lijnen zijn speciaal afgestemd op de begin- en einduren van scholen en van bedrijven.
- Buslijn 133: Kontich Scholen - Aartselaar - Schelle
- Buslijn 294: Aartselaar - Niel - Boom
- Buslijn 298: Berchem - Niel - Boom
- Buslijn 508: Mechelen - Rumst - Aartselaar - Schelle (Sneldienst)

Wegverkeer: De autosnelweg A12 die Antwerpen met Boom en Brussel verbindt, snijdt de gemeente doormidden. Andere belangrijke wegen zijn de Kontichsesteenweg (naar Kontich), Cleydaallaan (Hemiksem) en ten slotte de Reetsesteenweg (Reet).

## Onderwijs

### Kleuter- en lager onderwijs
- Parochiale Kleuterschool, Carillolei 16
- Gemeentelijke basisschool Cade

1. Kleine Cade (1,2,3de leerjaar), Carillolei 2
2. Grote Cade (4,5,6de leerjaar), Della Faillelaan 36

- GO basisschool De Blokkendoos, Leon Gilliotlaan 58

### Secundair onderwijs
- Middenschool Den Brandt, Leon Gilliotlaan 58

## Sport

### Verenigingen
- SV Aartselaar
- Turnvereniging Jong & Vrij
- Antwerp Golf School, een van de bekendste golfverenigingen van België en ontstaan in 1987
- AVKA (Atletiek Vereniging Kontich-Aartselaar), een atletiekvereniging die ontstond op 13 oktober 1995 uit een afscheuring van Stars en het voormalige KOAC (Kontich AC)
- Meia Lua de Buzios, een capoeira-vereniging
- De Lagoondivers, een duikclub
- SVAZ (Sport Vereniging Aartselaar Zwemmen), een zwemclub
- Ju-Jitsu Club Ki Chin Tai
- JC Tori, een judoclub
- Antwerp Karting
- WSV Schelle (Wandelclub)
- Cleydael Golf & Country Club
- SVA Tennis
- Aartselaar BBC

### Wielrennen
Van 1991 tot en met 2012 werd in Aartselaar jaarlijks de wielerwedstrijd Memorial Rik Van Steenbergen gereden. Sinds 2021 vindt de wielerwedstrijd de Grote Prijs Beerens plaats in en rond Aartselaar.

## Bekende inwoners
Bekende personen die geboren of woonachtig zijn of waren in Aartselaar of een andere significante band met de gemeente hebben:
- Frans Block (1902-1981), syndicalist en politicus
- August Brants, politicus
- Jef Ceulemans, politicus
- Frans Cools (1918-1999), wielrenner
- Milo Cools (1948-2006), wielrenner
- Karel de Crane d'Heysselaer (1794-1857), politicus
- Frans De Groof (1916-2005), politicus
- Sophie De Wit (1973), politica
- Bernard Fiocco (1764-1849), politicus
- Wim Geldolf (1928-2016), politicus
- Nestor Gerard (1897-1996), fotograaf
- Léon Gilliot (1864-1917), politicus
- Constant Huygelen (1929-2001), viroloog
- Victor Muyldermans (1871-1963), componist

- Camille Paulus (1943), politicus
- Jef Plasmans (1944), politicus
- Hendrik Stier van Aertselaer (1743-1821), heer van Aartselaar
- Maarten Vancoillie (1988), radiopresentator
- Marc van den Abeelen (1945), politicus
- Frans Paschier van den Cruyce (1609-1678), heer van Aartselaar
- Paschier Ignatius van den Cruyce (1643-1713), heer van Aartselaar
- Paschier Jan Augustijn van den Cruyce (1679-1758), heer van Aartselaar
- Frans Van den Eynde (1923-2021), politicus
- Bart Van de Vijver, wetenschapper
- Geo Verbanck (1881-1961), beeldhouwer
- Lydia Verbeeck (1948), auteur
- Eddy Vermoesen (1952), politicus
- Jozef Wagner (1914-2007), voetballer